# Psicomotricidade aquática
A psicomotricidade aquática é a ponte formada entre os conteúdos psicomotores e os conteúdos específicos da natação.